# Гра навички
Гра навички — це гра, в якій результат визначається головним чином розумовими та/або фізичними вміннями, а не випадком.
Такі ігри дозволяють перевірити відповідні навички гравців, а також мотивують їх вдосконалювати й розвивати.
Багато ігор навички також включають елемент випадковості, але результат гри в довготерміновому плані від нього залежить мало.